# Wiesław Korthals
Wiesław Marian Korthals (ur. 15 czerwca 1932 w Niewieścinie, zm. 6 czerwca 2018 w Toruniu) – polski działacz partyjny i państwowy, w latach 1984–1988 przewodniczący Prezydium Wojewódzkiej Rady Narodowej w Toruniu.

## Życiorys
Syn Leona i Marii. Pomiędzy 1948 a 1956 działał w Związku Młodzieży Polskiej, później wstąpił do Polskiej Zjednoczonej Partii Robotniczej. W latach 60. był członkiem egzekutywy Komitetu Zakładowego PZPR w Pomorskich Zakładach Wytwórczych Aparatury Niskiego Napięcia. Pełnił funkcję dyrektora naczelnego Zakładów Elektronowych „Unitra-Toral” w Toruniu oraz Izby Celnej w Toruniu. Zasiadał w Wojewódzkiej Radzie Narodowej w Toruniu, od czerwca 1984 do czerwca 1988 pełnił funkcję przewodniczącego jej Prezydium.
9 czerwca 2018 został pochowany na Cmentarzu Komunalnym nr 2 im. Ofiar II Wojny Światowej w Toruniu.